# Serra dos Ventos
Serra dos Ventos é um distrito do município brasileiro de Belo Jardim, no agreste do estado de Pernambuco. De acordo com o Instituto Brasileiro de Geografia e Estatística (IBGE), sua população no ano de 2015 era de 8 495 habitantes, sendo 4 300 homens e 4 195 mulheres. Pela lei estadual nº 4978, de 20/12/1963, o distrito de Serra dos Ventos no município de Belo Jardim foi desmembrado e elevado à categoria de município, todavia, na data de 03/08/1964, Serra dos Ventos volta à categoria de distrito de Belo Jardim, pelo Acórdão do Tribunal de Justiça, mandado de Segurança nº 56933, de 03/08/1964.
O distrito fica a aproximadamente 18 km do centro de Belo Jardim, situado no Agreste Pernambucano, nas proximidades, com os municípios de Tacaimbó, Caruaru, São Caetano e Brejo da Madre de Deus.
Sua principal rota de acesso é a PE-166, que liga o distrito ao centro da cidade de Belo Jardim, pela BR-232, e o distrito de Barra de Farias, no Município de Brejo da Madre de Deus, pela PE-145.